# Der König der Affen
Der König der Affen (chinesisch 大鬧天宮 / 大闹天宫, Pinyin Dà nào tiāngōng, internationaler Titel: englisch The Monkey King) ist ein chinesischer Zeichentrickfilm von Regisseur Wan Laiming. Er basiert auf der Geschichte der asiatischen Sagengestalt Sun Wukong, wie sie im klassischen Epos Die Reise nach Westen beschrieben wird. Ausgestrahlt wurde der Titel im deutschen Fernsehen auch unter dem Titel „Der Kampf des goldenen Affen“.

## Handlung
Die Handlung orientiert sich an den ersten Kapiteln der Reise nach Westen, in denen beschrieben wird, wie der Mönch Xuanzang Sanzang auf seiner Reise von drei mythischen Figuren begleitet wird, von denen der affenhafte Sun Wukong (jap. Son Goku) mit seiner Mischung aus ungestümem Verhalten, großem Mut, merkwürdigem Humor und stellenweise überraschender Weisheit den eigentlichen Hauptcharakter der Geschichte darstellt. Die weiteren Begleiter sind Sha Wujing (jap. Sha Gojo), ein Wasserdämon bzw. Halbdämon – je nach Quelle –, und Zhu Bajie (jap. Cho Hakkai), beide ehemalige Generäle des Himmels, die aufgrund eines schweren Vergehens und gegen himmlische Gesetze verstießen und als Bestrafung in die Menschenwelt auf der Erde verbannt wurden.
Der Film konzentriert sich auf Sun Wukong und seinen chaotisch-anarchistischen Aufstand gegen die göttliche Ordnung und den im Himmel herrschenden Jadekaiser, an deren Ende er sich zum König aller Affen aufschwingt.

## Hintergrund
Der König der Affen entstand zwischen 1964 und 1965 als bis dahin ambitioniertestes chinesisches Animationsprojekt, wurde jedoch vor dem Hintergrund der Kulturrevolution scharf kritisiert und nur sehr begrenzt aufgeführt. Erst im Laufe der Zeit wurde er zum Vorbild für fast das gesamte chinesische Animationskino.
Der englische Titel Havoc in Heaven (früher auch: Uproar in Heaven), zu Deutsch etwa „Aufruhr im Himmel“, entspricht eher dem chinesischen da nao tiangong (大闹天宫), das in der mandarin-sprachigen Welt zu einem sprichwörtlichen Ausdruck für das Anrichten eines Chaos geworden ist.